# Alexisonfire
Alexisonfire é uma banda canadense de rock formada em St. Catharines, Ontário, em 2001.

## História

### Alexisonfire(2001–2003)
Originalmente, foi formada em 2001 com três integrantes apenas, porém só em 2002 assumiram o compromisso com a música. Com a formação completa, decidiram nomear a banda com o nome de Alexisonfire, uma homenagem a uma stripper contorcionista famosa, Alexis Fire. Isso gerou certos problemas para a banda, pois quando Alexis descobriu que a banda continha seu nome fictício, acusou-os de violação de copyright. Mesmo assim, a banda lançou o seu primeiro EP, Math Sheet Demos, em 2002. Isso atraiu a atenção do produtor musical Greg Below, que arranjou para a banda um contrato com a gravadora independente Distort Entertainment. Com essa gravadora, lançaram seu primeiro álbum de estúdio homônimo, Alexisonfire. Com esse álbum, a banda conseguiu o certificado de ouro no top de vendas do Canadá, com mais de 50 mil em vendas.

### Watch Out!(2004–2005)
Com o sucesso do primeiro álbum, gravadoras maiores vieram procurar a banda, porém os integrantes concordaram entre si que, por motivos desconhecidos, deveriam permanecer independentes. O segundo álbum seria posteriormente produzido por Julius Butty (Protest the Hero, City and Colour, Callahan). Com o nome "Watch Out!", o álbum atingiu a marca #6 na Nielsen SoundScan Top 200. Vários críticos avaliaram esse álbum muito superior em relação ao primeiro. Um tour de quase 18 meses fora feito pela Europa e na América do Norte. Após esse longo tour, a banda se reuniu mais uma vez para gravar seu terceiro disco.

### Crisis(2006–2008)
Em 22 de agosto, o novo álbum Crisis foi lançado, e atingiu sucesso logo nas primeiras semanas. A Allmusic considerou-o como o melhor da banda já lançado, e quase imediatamente, fora anunciado uma nova turnê pelos Estados Unidos com as bandas Moneen, A Change of Pace e mais adiante, outra turnê ao lado de Norma Jean e Saosin, dessa vez pelo Reino Unido, em 2007. Em uma entrevista, o líder da banda George Pettit disse que não saberia exatamente qual a "direção" para seu próximo álbum, porém disse, numa tradução literal, que queria esfaquear o screamo.

### Old Crows/Young Cardinals(2009)
Em meados de 2008, rumores estavam circulando tanto por internet quanto pela mídia, que a banda havia se separado. Esses rumores foram inicialmente provocados por Wade MacNeil (empresário) que soltou um comentário irônico na rádio "short.fast.loud", dizendo que a banda estava definitivamente acabando. Após a polêmica, tanto a banda como o empresário desmentiram o boato e revelaram que estavam trabalhando em um novo disco. O nome do álbum fora divulgado como "Young Cardinals" durante um show em Ontário em dezembro de 2008. O guitarrista Wade Macneil disse que Young Cardinals deveria ser entranho e novo, se comparado aos outros álbuns. Começou a ser gravado em 1 de fevereiro de 2009, com o título propositalmente alternado, "Old Crows/Young Cardinals". Lançado em , este foi o álbum mais bem colocado na discografia da banda, atingindo o #81 na Billboard 200. Em 31 de março, Alexisonfire assinou oficialmente com a Dine Alone Records, e em seguida anunciou sua participação no Warped Tour 2009.

### Dog's Blood (2010)
Foi lançado no dia 2 de novembro de 2010 o chamado "Dog's Blood" contendo apenas 4 músicas no disco.

### Fim da banda (2011)
Em agosto de 2011 George Pettit escreveu um pequeno texto explicando os motivos pelo fim da banda, envolvendo a participação insustentável de Dallas Green em seu outro projeto, o City and Colour, e a entrada de Wade em outra banda. A história resumida pode ser lida no link http://www.theonlybandever.com/.

### Death Letter (2012)
No dia 28 de novembro de 2012 a banda divulgou em seu facebook um projeto acústico feito por Dallas Green e Wade MacNeil contendo seis músicas famosas da banda.

### Farewell Tour (2012)
Em comemoração de seu 10 º aniversário, alexisonfire planejava fazer uma tour de despedida mas estavam com dificuldades para realizar em uma data acessível a todos os integrantes da banda já que Dallas estava em uma tour com City and Colour e Wade com a Gallows, No dia 3 de agosto de 2012 anunciaram que em dezembro realizariam a turnê mundial de despedida da banda chamada "Farewell Tour" passando por Londres, Brasil, Austrália e Canadá.

### Retorno (2015)
Em seu site oficial, a banda divulgou seu retorno a atividade. Começando a turnê pelo Canadá, Inglaterra e Estados Unidos.

### Otherness (2022)
Em 2021, a banda anunciou a volta de Dallas Green para a banda e que lançaria um novo álbum em 2022. Em março de 2022, a banda fez 5 shows no Brasil (dois em Curitiba, um em Rio de Janeiro e dois em São Paulo), sendo o último no Lollapalooza 2022. 

## Integrantes
- George Pettit – vocal (2001–presente)
- Dallas Green – vocal, guitarra rítmica e piano (2001–2011 e 2022–presente)
- Wade MacNeil – guitarra solo e vocal (2001–presente)
- Chris Steele – baixo (2001–presente)
- Jordan Hastings – bateria e percussão (2005–presente)

### Ex-integrantes
- Jesse Ingelevics – bateria (2001–2005)

## Discografia

### Álbuns de estúdio
- 2002: Alexisonfire
- 2004: Watch Out!
- 2006: Crisis
- 2009: Old Crows/Young Cardinals
- 2022: Otherness

### EP
- 2010: Dog's Blood
- 2012: Death Letter

### Álbunssplit
- 2005: The Switcheroo Series: Alexisonfire vs. Moneen
- 2006: The Bled / Alexisonfire

### Demos
- 2002: Math Sheet Demos
- 2002: Pink Heart Skull Sampler
- 2004: Brown Heart Skull Sampler

### Compactos
- 2005: "No Transitory / Accidents" – Watch Out!
- 2006: "This Could Be Anywhere in the World" – Crisis
- 2006: "Boiled Frogs" – Crisis
- 2007: "Drunks, Lovers, Sinners & Saints" – Crisis
- 2009: "Young Cardinals" – Old Crows / Young Cardinals
- 2009: "No Rest" – Old Crows / Young Cardinals